# Orobanche pycnostachya
Orobanche pycnostachya là loài thực vật có hoa thuộc họ Cỏ chổi. Loài này được Hance mô tả khoa học đầu tiên năm 1873.